# Andronovska kultura
Andronovska kultura je arheološka kultura bronaste dobe jugozahodne Sibirije in Srednje Azije, v ožjem pomenu med letoma 1800 in 1000 pr. n. št. Njihovo ozemlje se je raztezalo od reke Ural na zahodu do Jeniseja na vzhodu in je vključevalo tako južno območje sibirskih gozdnih step kot srednjeazijske stepe. Zaradi velike prostorske razsežnosti jo lahko razdelimo na več regionalnih skupin, ki pa imajo skupne pomembne kulturne značilnosti. Zato ga imenujemo tudi arheološki horizont, sestavljen iz več sorodnih kulturnih skupin. Njegovo ime izvira iz mesta Andronovo ( 55° 53′ S, 55° 42′ V), v katerem so leta 1914 našli več grobov, okrašenih z bogato okrašeno keramiko. Andronovsko kulturo večina raziskovalcev uvršča v indoiransko jezikovno skupino ali protoindoiranski jezik.

## Geografska lega
Ogromno geografsko razširjenost te kulturne skupine je mogoče le približno določiti. Na zahodu, med Volgo in Uralom, se prekriva z območjem Srubne kulture, ki je nastala skoraj istočasno. Na vzhodu sega do Minusinške ravnine, kjer je do leta 2300 pr. n. št. obstajala Afanasjevska kultura. Druga naselja so raztresena daleč na jugu, na primer v Kopet-Dagu (Turkmenistan), v Pamirju (Tadžikistan) ali v Tjanšanu (Kirgizistan). Severna meja leži približno na južnem začetku tajge.

## Zgodovina
Sredi 2. tisočletja pr. n. št. se je začela močna migracija Andronovske kulture proti vzhodu, med katero je mogoče razlikovati med vsaj štirimi subkulturami, čeprav je njihov kronološki pojav le nejasno znan:
- Sintašta-Petrovka-Arkaim (2200–1600 pr. n. št.) na južnem Uralu in severnem Kazahstanu, vključno z:
  - utrjeno praurbano naselje Sintašta v Čeljabinski oblasti okoli leta 1800 pr. n. št.,
  - tudi utrjena naselbina Petrovka v današnjem Kazahstanu
  - naselje Arkaim v bližini, sega v 17. stoletje pr. n. št.;
- Alakul (2100–1400 pr. n. št.) med Oksom in Sir Darjo ter v puščavi Kyzylkum;
- Fedorovo (1400–1200 pr. n. št.) v južni Sibiriji;
- Aleksejevka (1200–1000 pr. n. št.) v vzhodnem Kazahstanu.

## Kultura
Za keramiko andronovske kulture je značilen okras z vijugastimi trakovi, šrafiranimi trikotniki, cikcakastimi trakovi in vzorci ribje kosti. Do sedaj so bile najdene le večinoma manjše naselbine, ki so bile le redko utrjene z obzidjem in jarki. Hiše so bile večinoma poglobljene stavbe, čeprav je mogoče opaziti močne regionalne razlike. Gospodarsko je imela pomembno vlogo živinoreja, lov in ribolov, na poljedelstvo pa namiguje ustrezna oprema, vendar še ni jasno dokazano.
Rudarstvo je potekalo tudi regionalno. Grobovi kažejo precej veliko raznolikost. Pokojnike so praviloma sežigali ali pokopavali v čepečem položaju, v večini krajev so nad enim ali več grobovi zgrnili nizek kurgan.

## Andronovska kultura in indoiranska skupina
Raziskovalci že dolgo razpravljajo o možnosti, da bi lahko prišlo do selitev iz obzorja Andronovo proti jugu v Iransko višavje, v severno Indijo in sprva tudi v Mitani, prek katerega bi se nato v tem območju razširili indoiranski jeziki z jezikovno asimilacijo zgodnejših prebivalcev. V tem kontekstu se preučujejo tudi arheološke povezave z južnimi kulturami. Zlasti pojav vozov pri Indo-Arijcih v Indiji in Mitani ter v kulturi Sintašta, vendar ne med vmesnimi kulturami Mezopotamije ali Indije, je pokazatelj povezave med prvimi tremi omenjenimi kulturnimi obzorji.
Južno od Oxsusa (danes Amu Darja) ni grobov andronovske kulture, južno od Baktrije pa ni nobenih najdb ali pa jih je zelo malo. Sarianidi ugotavlja, da »arheološke najdbe iz Baktrije in Margiane nedvomno kažejo, da so plemena Andronovo le posamično prodrla v Baktrijo in oaze Margiane.«
Drugi znanstveniki povsem zavračajo povezavo kulture Andronovo z indoarijsko kulturo ali državo Mitani, saj se je pojavila prepozno (okrog leta 1600 pr. n. št.) in ni sledov kulturne izmenjave (npr. pogrebov bojevnikov ali značilnih lesenih okvirnih konstrukcij) z Indijo ali Mezopotamijo. Indo-arijska ljudstva z vozovi najdemo v Mitaniju okoli leta 1500 pr. n. št. dokumentirano je bila prisotnost Indoarijcev na Bližnjem vzhodu v starejši literaturi celo datirana v stoletja okoli 1700 pr. n. št.
Arheolog James Patrick Mallory (1998) meni, da je »izjemno težko postaviti tezo o širjenju iz severnih regij v severno Indijo« in ugotavlja, da so predlagane emigracijske poti »Indo-Irance vodile samo v Srednjo Azijo, ne pa tudi do Medijcev, Perzijcev ali Indoarijcev«, vendar ohranja identiteto andronovskega horizonta z zgodnjimi Indoiranci za mogočo.
Medtem ko potekajo razprave o raziskavah arheoloških povezav, je glavni argument za hipotezo o povezavi zgodnjih indoiranskih skupin z Andronovom, ki jo mnogi raziskovalci smatrajo za verodostojno, primerjava med opisi prejšnjega življenjskega območja (na primer Airjanem Vaedžah) in življenjskimi razmerami zgodnjih osebnosti v najstarejših verskih spisih Indije in Irana, v Vedah in Avesti s kulturo Andronovo. Tam najdeni razmeroma podrobni opisi delno nastanjenih, pretežno živinorejskih družb v veliko hladnejšem podnebju se zelo dobro ujemajo z andronovskim horizontom.
Indoiranska identiteta kulture Sintashta in Andronovo je splošno priznana (od leta 2023). Vendar pa je vsaj možnost prekrivanja z uralsko in jenisejsko govorečimi skupinami na severu in jugu andronovskega kulturnega obzorja priznana kot verjetna.
Genetski podatki podpirajo indo-iransko identiteto kulture Andronovo in njihovo selitev v Južno Azijo. Kulturi Sintašta in Andronovo sta v kontekstu širjenja indoevropskih in indoiranskih ljudstev.

## Kultura naslednic
V južni Sibiriji in Kazahstanu je andronovski kulturi sledila kultura Karasuk, ki velja za protoiransko ali neindoevropsko. Na zahodnih mejah se je andronovska kultura združila v srubnsko kulturo, ki se je razvila južno od abaševske kulture. Najstarejše zapise o ljudeh iz regije Andronovo najdemo v asirskih arhivih, in sicer o Kimercih ter iransko govorečih Sakih in Skitih, ki so prispeli po propadu kulture Aleksejevka okoli 9. stoletja pr. n. št. v Ukrajino, prek Kavkaza v Malo Azijo in v poznem 8. stoletju pr. n. št. v Asirijo in morda kot Tračani in Sigini prav tako emigrirali v jugovzhodno Evropo. Herodot umešča deželo Siginov onstran Donave, severno od tračanskih dežel, Strabon pa blizu Kaspijskega jezera. Oba jih opisujeta kot Iranca.